# Coupe de Belgique de football 2009-2010
Navigation
Édition précédente Édition suivante
La Coupe de Belgique 2009-2010 est la 55e édition de la Coupe de Belgique. La finale s'est jouée le samedi 15 mai 2010 au Stade Roi-Baudouin à Bruxelles et a vu la victoire finale du K. AA Gent. C'était la 3e victoire des "Buffalos" dans cette épreuve, vingt-six ans après leur deuxième succès.

## 1ertour
Les matchs du 1er tour ont été joués le 26 juillet 2009. À ce stade, 168 équipes réparties en 8 groupes s'affrontent (élimination directe). Ces équipes sont issues des championnats provinciaux et des Promotions (D4). Certaines équipes promues en Division 3 à la fin de la saison passée entrent en lice également. X équipes sont exemptes et passent d'office au tour suivant.
- Lien vers les résultats du 1er tour (site de l'URBSFA )

## 2etour
Les matchs du 2e tour ont été joués le 2 août 2009. À ce stade, les 84 équipes qualifiées, sont toujours réparties dans les mêmes 8 groupes (élimination directe).
- Lien vers les résultats du 2e tour (site de l'URBSFA)

## 3etour
Les matchs du 3e tour ont été joués le 9 août 2009. Les autres équipes de Division 3 ainsi que les deux récents promus en Division 2 entrent en lice. À ce stade, 74 équipes s'affrontent en élimination directe.
- Lien vers les résultats du 3e tour (site de l'URBSFA)

## 4etour
Les matchs du 4e tour ont été joués le 16 août 2009. Les autres équipes de Division 2 entrent en lice. À ce stade, 56 équipes s'affrontent en élimination directe.
- Lien vers les résultats du 4e tour (site de l'URBSFA)

## Seizièmes de finale
Les matchs de seizièmes de finale ont été joués le 28 octobre 2009. Les 16 clubs de D1 font leur entrée en lice aux côtés des 16 qualifiés du 4e tour.
| Équipe 1                    | Score | Équipe 2                   |
| Germinal Beerschot A. (D1)  | 3 - 0 | KMSK Deinze (D3)           |
| Standard de Liège (D1)      | 2 - 1 | Lierse SK (D2)             |
| Cercle Bruges KSV (D1)      | 2 - 0 | Oud-Heverlee Louvain (D2)  |
| RAEC Mons (D2)              | 2 - 1 | Excelsior Mouscron (D1)    |
| Saint-Trond VV (D1)         | 0 - 1 | KRC Genk (D1)              |
| KAA La Gantoise (D1)        | 3 - 1 | White Star Woluwe (D3)     |
| Club Bruges KV (D1)         | 5 - 0 | VW Hamme (D3)              |
| KSV Roulers (D1)            | 2 - 1 | KSK Beveren (D2)           |
| KS Wetteren (D2)            | 1 - 2 | Sporting de Charleroi (D1) |
| R. Antwerp FC (D2)          | 0 - 1 | FCV Dender EH (D2)         |
| KVC Westerlo (D1)           | 3 - 2 | Eendracht Alost (D3)       |
| FC Malines (D1)             | 2 - 0 | Spouwen-Mopertingen (D4)   |
| KSC Lokeren (D1)            | 2 - 0 | AFC Tubize (D2)            |
| Royal Excelsior Virton (D3) | 0 - 1 | KV Courtrai (D1)           |
| SV Zulte-Waregem (D1)       | 3 - 0 | KSK Renaix (D2)            |
| RSC Anderlecht (D1)         | 2 - 0 | RCS Verviers (D3)          |

## Huitièmes de finale
Les matchs de huitièmes de finale ont été joués le 23 décembre 2009.
| Équipe 1                   | Score            | Équipe 2                   |
| SV Zulte-Waregem (D1)      | 1 - 3            | Cercle Bruges KSV (D1)     |
| Club Bruges KV (D1)        | 2 - 1            | KSC Lokeren (D1)           |
| Sporting de Charleroi (D1) | 2 - 5 (prolong.) | FC Malines (D1)            |
| KRC Genk (D1)              | 1 - 2            | KSV Roulers (D1)           |
| RSC Anderlecht (D1)        | 3 - 0            | FCV Dender EH (D2)         |
| KVC Westerlo (D1)          | 3 - 1            | RAEC Mons (D2)             |
| KAA La Gantoise (D1)       | 1 - 0            | Germinal Beerschot A. (D1) |
| Standard de Liège (D1)     | 1 - 2            | KV Courtrai (D1)           |

## Quarts de finale
Les matchs de quarts de finale ont été joués les 20 et 27 janvier 2010.
| Équipe 1            | Aller | Retour | Équipe 2               |
| RSC Anderlecht (D1) | 2 - 1 | 0 - 1  | Cercle Bruges KSV (D1) |
| KV Courtrai (D1)    | 3 - 2 | 0 - 1  | KSV Roulers (D1)       |
| Club Bruges KV (D1) | 1 - 4 | 0 - 1  | KAA La Gantoise (D1)   |
| FC Malines (D1)     | 3 - 2 | 0 - 0  | KVC Westerlo (D1)      |

## Demi-finales
Les matchs de demi-finale ont été joués le 9 février, le 17 mars (match aller reporté du 10 février), le 25 mars et le 26 mars 2010.
| Équipe 1               | Aller | Retour | Équipe 2             |
| FC Malines (D1)        | 2 - 2 | 0 - 1  | KAA La Gantoise (D1) |
| Cercle Bruges KSV (D1) | 3 - 0 | 1 - 3  | KSV Roulers (D1)     |

## Finale
Le match de la finale de la coupe a été joué, le samedi 15 mai 2010, au Stade Roi Baudouin de Bruxelles.
| 15 mai 2010 | KAA La Gantoise | 3 - 0   | Cercle Bruges KSV | Stade Roi Baudouin        |                           |
| 20:45       |                 | (1 - 0) |                   | Arbitrage : Paul Allaerts | Arbitrage : Paul Allaerts |